# Eucles bifasciatus
Eucles bifasciatus är en insektsart som beskrevs av Ludwig Redtenbacher 1906. Eucles bifasciatus ingår i släktet Eucles och familjen Pseudophasmatidae. Inga underarter finns listade i Catalogue of Life.